# Demografia Litwy

Zmiana liczby ludności Litwy w latach 1950–2016 (w milionach)

Litewski Departament Statystyki (Lietuvos Statistikos Departamentas) szacuje liczbę mieszkańców na początku kwietnia 2017 roku na 2 831 670. Według ostatniego spisu powszechnego z 2011 roku Litwa liczyła 3 043 429 mieszkańców, z czego mężczyzn 1 403 tys. (46,1%) a kobiet 1 641 tys. (53,9%). Według poprzedniego spisu przeprowadzonego w 2001 roku, Litwa liczyła 3 483 972 mieszkańców, z czego mężczyzn 1 629 148 (46,76%) a kobiet 1 854 824 (53,24%), stopień urbanizacji społeczeństwa wynosił 66,94%, natomiast w czasie spisu przeprowadzonego w 1989 roku, liczbę mieszkańców oszacowano na 3 674 800. Odnotowywany ujemny przyrost naturalny, i w związku z tym systematyczny spadek liczby ludności, począwszy od 1991 roku, jest spowodowany przede wszystkim zmniejszaniem się liczby urodzeń, a w ostatnim czasie – po przystąpieniu Litwy do Unii Europejskiej w 2004 roku – także masową emigracją zarobkową. I tak w 1990 roku odnotowano 56 868 żywych urodzeń i 39 760 zgonów, natomiast w 2001 roku już tylko 31 546 żywych urodzeń i 40 399 zgonów.

## Populacja

### Populacja na obecnym terytorium Litwy.
| Rok  | Populacja | Urodzenia żywe | Zgony ogółem | Przyrost naturalny |
| ---- | --------- | -------------- | ------------ | ------------------ |
| 1897 | 2 750 000 |                |              |                    |
| 1913 | 2 828 000 |                |              |                    |
| 1939 | 2 880 000 |                |              |                    |
| 1940 | 2 925 000 |                |              |                    |
| 1951 | 2 561 000 |                |              |                    |
| 1959 | 2 711 000 |                |              |                    |
| 1962 | 2 853 000 |                |              |                    |
| 1965 | 2 948 000 |                |              |                    |
| 1968 | 3 064 000 |                |              |                    |
| 1973 | 3 234 000 |                |              |                    |
| 1980 | 3 413 000 |                |              |                    |
| 1990 | 3 698 000 |                |              |                    |
| 2000 | 3 500 000 |                |              |                    |
| 2010 | 3 097 000 |                |              |                    |
| 2015 | 2 910 000 |                |              |                    |
| 2021 | 2 795 000 | 24 600         | 48 000       | –23 400            |

## Narodowości i grupy etniczne
Litwa jest najbardziej jednolitym narodowościowo państwem spośród wszystkich państw bałtyckich, dominującą grupą etniczną są Litwini, którzy liczą według spisu z 2011 roku ok. 2 561 tys. osób (2 907  tys. w czasie spisu z 2001), co stanowi 84,2% ogółu mieszkańców (84,6% w czasie spisu z 2001). Znaczące mniejszości narodowe według ostatniego spisu z 2011 roku to Polacy liczący ok. 200,1 tys. osób (235 tys. w 2001 roku), i Rosjanie liczący 177 tys. osób (220 tys. w 2001 roku).
Polacy są największą mniejszością narodową, skupioną przede wszystkim na Wileńszczyźnie, w południowo-wschodniej części Litwy (Polacy na Litwie), administracyjnie jest to okręg wileński (26%), w poszczególnych rejonach jak wileńskim (61%) czy solecznickim (80%) Polacy są większością, w samym mieście Wilne Polacy stanowią 16,5% ogółu mieszkańców. Rosjanie są skoncentrowani głównie w dwóch miastach, gdzie stanowią znaczące mniejszości, w Wilnie (12%) i w Kłajpedzie (19,6%) oraz rejonie miejskim Wisaginia, gdzie stanowią większość (55%).
| Według spisu ludności z 2011 i 2001 roku struktura narodowościowa/etniczna na Litwie przedstawia się następująco: | Według spisu ludności z 2011 i 2001 roku struktura narodowościowa/etniczna na Litwie przedstawia się następująco: | Według spisu ludności z 2011 i 2001 roku struktura narodowościowa/etniczna na Litwie przedstawia się następująco: | Według spisu ludności z 2011 i 2001 roku struktura narodowościowa/etniczna na Litwie przedstawia się następująco: | Według spisu ludności z 2011 i 2001 roku struktura narodowościowa/etniczna na Litwie przedstawia się następująco: | Według spisu ludności z 2011 i 2001 roku struktura narodowościowa/etniczna na Litwie przedstawia się następująco: |
| Narodowość | Liczba w 2011 r.                                                                                                  | Udział % | Zmiana od 2001 r.                                                                                                 | Liczba w 2001 r.                                                                                                  | Udział % |
| --- | --- | --- | --- | --- | --- |
| Litwini | 2 561 314 | 84,2% | 345 979 | 2 907 293 | 83,45% |
| Polacy | 200 317 | 6,6% | 34 672 | 234 989 | 6,74% |
| Rosjanie | 176 913 | 5,8% | 42 876 | 219 789 | 6,31% |
| Białorusini | 36 227 | 1,2% | 6 639 | 42 866 | 1,23% |
| Ukraińcy | 16 423 | 0,5% | 6 065 | 22 488 | 0,65% |
| Inni | 52 235 | 1,7% | 4 312 | 56 547 | 1,62% |
| Ludność ogółem | 3 043 429 | 100% | 440 543 | 3 483 972 | 100% |

## Języki
Językiem urzędowym na Litwie jest bałtycki język litewski, będący językiem etnicznej większości litewskiej. Język litewski jest obok języka łotewskiego jedynym istniejącym przedstawicielem bałtyckiej grupy językowej. Ponadto w użyciu są języki mniejszości narodowych, głównie słowiańskie, takie jak polski, białoruski i rosyjski.
W rejonach zamieszkanych przez duże skupiska mniejszości narodowych do końca 2010 roku ustawa o mniejszościach narodowych pozwalała na używanie języka mniejszości w urzędach i na tablicach informacyjnych. Ustawa ta wygasła 1 stycznia 2010 roku, a nowa nie została przyjęta.
| Język    | % mówiących |
| -------- | ----------- |
| Litewski | 82%         |
| Rosyjski | 8%          |
| Polski   | 5.6%        |
| inny     | 4.4%        |

## Religia
Religie według danych z 2001 r.:
- Rzymsko-katolicyzm - 80% (2 752 447 osób)
- Prawosławie - 4% (141 821 osób)
- Staroobrzędowcy - 0,77% (27 073 osób)
- Protestantyzm - 0,88% (30 487 osób), w tym:
  - Luteranizm - 0,56% (19 637 osób)
  - Kalwinizm - 0,2% (7 082 osób)
  - Zielonoświątkowcy - 0,04% (1 307 osób)
  - Baptyzm - 0,04% (1 249 osób)
  - Adwentyści Dnia Siódmego - 0,04% (1 212 osób)
- Świadkowie Jehowy - 0,1% (3 512 osób)
- Islam sunnicki - 0,08% (2 860 osób)
- inni chrześcijanie - 0,06% (2 200 osób)
- Poganie bałtyccy - 0,04%(1 270 osób)
- Judaizm - 0,04% (1 272 osób)
- inne religie - 0,135% (4 701 osób)
- Ateizm - 9,5% (331 087 osób)
- niezidentyfikowani - 5,4% (186 447 osób)

## Miasta Litwy
Na Litwie są 103 miasta (po litewsku – l.poj. miestas; l.mn. miestai). Miasto zostało zdefiniowane przez litewski parlament jako obszar o zwartej zabudowie, liczący powyżej 3000 mieszkańców, gdzie dwie trzecie ludności znajduje zatrudnienie poza rolnictwem. Miejscowości, które liczą poniżej 3000 mieszkańców, ale posiadają historyczne prawa miejskie, również posiadają status miasta. Najstarszym litewskim miastem jest Kłajpeda, która otrzymała prawa miejskie w 1257 roku. Większość litewskich miast to miasta małe, tylko 6 liczy więcej niż 50 tys. mieszkańców, a tylko 2 więcej niż 200 tys., z kolei aż 65 ma mniej niż 10 tys. mieszkańców. Największym miastem i stolicą zarazem jest Wilno, liczące ponad 500 tys. mieszkańców. Według spisu ludności z 2011, jak i zarówno z 2001 roku, w miastach żyło ok. 66,7% mieszkańców Litwy.
Poniższa tabela przedstawia 10 największych miast Litwy (dane szacunkowe na 1 stycznia 2012 roku).
|    | Nazwa polska | Nazwa litewska | Okręg              | Liczba mieszkańców | Lokalizacja miast na Litwie |
| 1  | Wilno        | Vilnius        | Okręg wileński     | 523 050            | Lokalizacja miast na Litwie |
| 2  | Kowno        | Kaunas         | Okręg kowieński    | 311 148            | Lokalizacja miast na Litwie |
| 3  | Kłajpeda     | Klaipėda       | Okręg kłajpedzki   | 160 361            | Lokalizacja miast na Litwie |
| 4  | Szawle       | Šiauliai       | Okręg szawelski    | 107 875            | Lokalizacja miast na Litwie |
| 5  | Poniewież    | Panevėžys      | Okręg poniewieski  | 98 612             | Lokalizacja miast na Litwie |
| 6  | Olita        | Alytus         | Okręg olicki       | 58 616             | Lokalizacja miast na Litwie |
| 7  | Mariampol    | Marijampolė    | Okręg mariampolski | 40 388             | Lokalizacja miast na Litwie |
| 8  | Możejki      | Mažeikiai      | Okręg telszański   | 36 700             | Lokalizacja miast na Litwie |
| 9  | Janów        | Jonava         | Okręg kowieński    | 30 224             | Lokalizacja miast na Litwie |
| 10 | Uciana       | Utena          | Okręg uciański     | 28 622             | Lokalizacja miast na Litwie |

## Statystyki demograficzne[7]
| Liczba ludności                   | 3 545 319                                     |
| Ludność według wieku              |                                               |
| 0-14 lat                          | 14,2% mężczyźni: 258 423 kobiety: 245 115     |
| 15-64 lat                         | 69,6% mężczyźni: 1 214 743 kobiety: 1 261 413 |
| ponad 64 lata                     | 16,2% mężczyźni: 198 714 kobiety: 376 771     |
| Średnia wieku                     |                                               |
| całej populacji                   | 39,7 lat                                      |
| mężczyźni                         | 37,1 lat                                      |
| kobiety                           | 42,3 lat                                      |
| Przyrost naturalny                | -0,29%                                        |
| Współczynnik urodzeń              | 9,21 urodzeń/1000 mieszkańców                 |
| Współczynnik zgonów               | 11,25 zgonów/1000 mieszkańców                 |
| Współczynnik migracji             | -0,72 migrantów/1000 mieszkańców              |
| Ludność według płci               |                                               |
| przy narodzeniu                   | 1,06 mężczyzn/kobiet                          |
| poniżej 15 lat                    | 1,06 mężczyzn/kobiet                          |
| 15-64 lat                         | 0,96 mężczyzn/kobiet                          |
| powyżej 64 lat                    | 0,53 mężczyzn/kobiet                          |
| w całej populacji                 | 0,89 mężczyzn/kobiet                          |
| Umieralność noworodków            |                                               |
| w całej populacji                 | 6,37 śmiertelnych/1000 żywych                 |
| płci męskiej                      | 7,61 śmiertelnych/1000 żywych                 |
| płci żeńskiej                     | 5,06 śmiertelnych/1000 żywych                 |
| Oczekiwana długość życia          |                                               |
| w całej populacji                 | 75,12 lat                                     |
| mężczyzn                          | 70,23 lat                                     |
| kobiet                            | 80,29 lat                                     |
| Rozrodczość                       | 1,24 urodzeń/kobietę                          |
| Współczynnik dorosłych z HIV/AIDS | 0,1% (2007)                                   |
| Liczba osób żyjących z HIV/AIDS   | 2 200 (2007)                                  |
| Liczba zmarłych na HIV/AIDS       | poniżej 200 (2007)                            |